# Lysabild (parochie)
Lysabild is een parochie van de Deense Volkskerk in de  Deense gemeente Sønderborg. De parochie maakt deel uit van het bisdom Haderslev en telt 1417 kerkleden op een bevolking van 1545 (2004). 
De parochie was tot 1970 deel van Als Sønder Herred. In dat jaar werd de parochie opgenomen in de nieuwe gemeente Sydals. Deze ging in 2007 op in de vergrote gemeente Sønderborg.